# امپاسی ناهامپوا
امپاسی ناهامپوا (به لاتین: Ampasy Nahampoa) یک سکونتگاه مسکونی در ماداگاسکار است که در آنوسی (ماداگاسکار) واقع شده‌است.

## خصوصیات
امپاسی ناهامپوا ۶٬۰۰۰ نفر جمعیت دارد و ۲۸ متر بالاتر از سطح دریا واقع شده‌است.